# Grand Tack

Le Grand Tack (ou grand virement de bord) est une hypothèse invoquant les changements d'orbite de Jupiter pour expliquer la migration des planètes pendant les premiers millions d'années de la formation du Système solaire. Elle a été proposée en 2011 par Kevin Walsh et Alessandro Morbidelli, de l'Observatoire de la Côte d'Azur (OCA), ainsi que Sean N. Raymond, du Laboratoire d'astrophysique de Bordeaux. Elle permet d'expliquer la petite taille de Mars par une double migration de Jupiter qui aurait contribué à précipiter des super-Terres vers le Soleil, qui les aurait englouties.